# Medetera rikhterae
Medetera rikhterae är en tvåvingeart som beskrevs av Grichanov 1997. Medetera rikhterae ingår i släktet Medetera och familjen styltflugor. Inga underarter finns listade i Catalogue of Life.